# Georgios Karaiskakis
Georgios Karaiskakis (tiếng Hy Lạp: ?) là một khu tự quản ở vùng Íperos, Hy Lạp. Khu tự quản Georgios Karaiskakis có diện tích 464 km², dân số theo điều tra ngày 18 tháng 3 năm 2001 là 7131 người.